# Quinta do Beau-Séjour
A Quinta do Beau-Séjour, ou Quinta das Campainhas, é uma antiga quinta na freguesia de São Domingos de Benfica, em Lisboa, onde está edificado o Palácio do Beau-Séjour.
A Quinta do Beau-Séjour foi classificada como Monumento de Interesse Público em 1996.

## História
Em 1849, a Viscondessa da Regaleira comprou, em Benfica junto à estrada que ligava Lisboa a Sintra, um terreno para lá construir uma casa de veraneio rodeada de um exótico jardim romântico.
Dez anos mais tarde, em 1859, a sua sobrinha e herdeira, a viscondessa, vendeu a quinta ao seu amigo de vários anos, o Barão da Glória, que fizera fortuna no Rio de Janeiro e regressara ao seu país natal, Portugal. Este empreendeu várias obras de embelezamento na quinta e, principalmente, nos famosos e elegantes jardins, tendo revestido as fachadas do edifício a azulejo de estampilha, aumentado o lago que embelezava o jardim e, também, espalhado esculturas pelos pátios.
O Barão faleceu em 1876 e deixou a quinta aos sobrinhos, José Leite Guimarães e Maria da Glória Leite. Juntos iniciam uma campanha de redecoração da quinta e, acima de tudo, do palácio, na qual colaboram alguns artistas do Grupo do Leão, como Columbano Bordalo Pinheiro, e formam uma grande colecção de pintura naturalista no seu interior.
A Quinta das Campainhas, como é apelidada popularmente, foi legada à família Dias de Almeida, tendo permanecido nesta família até ao início dos anos 70, quando foi vendida a uma congregação de Irmãos Maristas.
Na década seguinte tornou-se posse da Câmara Municipal de Lisboa, que aí instala o Gabinete de Estudos Olisiponenses, em 1992.